# Butt (Einheit)
Das Butt [bʌt] (von altfranzösisch und ital. botte, verwandt mit dt. Bütte), auch Pipe, ist eine alte englische Volumeneinheit für Weinfässer, die zwei Hogsheads (etwa 477 Liter) entsprach.
Das Hogshead variierte in der Größe, heute werden häufig 63 US-Gallonen (ca. 238,5 l) angesetzt, sodass ein Butt gewöhnlich 126 US-Gallonen oder 105 Imperalen Gallonen entspricht. Das Volumen variiert ebenso mit der Verwendung für verschiedene Weine. So wird bei Madeira ein Fass mit 92 Gallonen (ca. 338 l) verwendet, wohingegen Sherry in 108 Gallonen (ca. 409 l) fassenden Fässern gelagert wird. Weitere Beispiele sind 114-Gallonen-Fässer (ca. 432 l), die bei Brandy Verwendung finden, und 115-Gallonen-Fässer (ca. 435,5 l) für Portwein.
Neben der hauptsächlichen Verwendung der Einheit Butt für Weinfässer hat sich dieser Ausdruck auch für Bierfässer eingebürgert, wobei hier eine Größe von 162 Gallonen (ca. 613 l) Verwendung findet. Dies entspricht drei Hogheads, welche bei Bier allerdings ein Volumen von 54 Gallonen (ca. 204,5 l) fasst und somit ein, im Vergleich zu den bei Wein verwendeten Hogheads, um 9 Gallonen verringertes Volumen aufweisen.
Die Maßkette für Butt oder Pipe als Biermaß (Porter und gehopftes Bier) war in England
- 1 Butt = 1½ Puncheons = 2 Hogsheads = 3 Barrels = 6 Kilderkins = 12 Firkins = 108 Gallons = 216 Pottles = 432 Quarts = 864 Pints = 24.729 Pariser Kubikzoll = 490 ½ Liter[2]
- 2 Butts/Pipes = 1 Tun

Die Maßkette für Wein und Branntwein in England war in der Maßfolge fast der des Bieres gleich, aber in anderen Verhältnissen:
- 1 Butt = 1½ Puncheons = 2 Hogsheads = 3 Tierce = 4 Barrels = 7 Kilderkins = 126 Gallons = 252 Pottles = 504 Quarts = 1008 Pints = 28.850 Pariser Kubikzoll = 571 ½ Liter[2]
- 1 Butt/Pipe = ½ Tun

## Sonstiges
- Ein Buttload ist ein üblicher US-amerikanischer Slangausdruck für eine große, aber nicht näher bestimmte Menge.
- George Plantagenet, 1. Duke of Clarence, der Bruder Eduards IV. soll am 18. Februar 1478 in einem Butt Malvasier ertränkt worden sein.[3][4]
- In Edgar Allan Poes Erzählung Das Fass Amontillado dient es zur Beschreibung der Größe des Fasses Amontillado.